# خوسيه أنطونيو زالدوا
خوسيه أنطونيو زالدوا (بالإسبانية: José Antonio Zaldúa)‏ هو لاعب كرة قدم إسباني في مركز الهجوم، ولد في 15 ديسمبر 1941 في Elizondo, Navarre ‏ في إسبانيا، وتوفي في 30 يونيو 2018 في سان أندريس دي يافانيراس في إسبانيا. شارك مع منتخب إسبانيا تحت 18 سنة لكرة القدم ومنتخب إسبانيا لكرة القدم ومنتخب كاتالونيا لكرة القدم. أما مع النوادي، فقد لعب مع أوساسونا وريال بلد الوليد ونادي برشلونة ونادي ساباديل.

## وصلات خارجية
- خوسيه أنطونيو زالدوا على موقع قاعدة بيانات كرة القدم.إي يو (الإنجليزية)
- خوسيه أنطونيو زالدوا على موقع ناشيونال فوتبول تيمز (الإنجليزية)
- خوسيه أنطونيو زالدوا على موقع عالم كرة القدم.نت (الإنجليزية)